# Trachyopella vockerothi
Trachyopella vockerothi är en tvåvingeart som beskrevs av Marshall 1990. Trachyopella vockerothi ingår i släktet Trachyopella och familjen hoppflugor. Inga underarter finns listade i Catalogue of Life.